# Golf de Hulencourt
Le Golf Club de Hulencourt est un club de golf situé à Vieux-Genappe.

## Parcours et activités
Il comporte deux parcours, dessinés par Jean-Marie Rossi :
- le « Verger », un parcours de 9 trous, compact et très technique;
- le « Vallon », un parcours de 18 trous caractérisé par des fairways larges et plats, de nombreux bunkers, beaucoup de surfaces d'eau et des greens impeccables.

Les activités du club se sont diversifiées vers l'organisation de cours de musique et de concerts de musique classique depuis 2008, et le club compte même un orchestre de chambre composé de musiciens internationalement reconnus[réf. nécessaire], le Hulencourt Soloists Chamber Orchestra.